# 第五代史賓賽伯爵約翰·史賓賽
第五代史賓賽伯爵約翰·史賓賽（John Spencer, 5th Earl Spencer，1835年10月27日—1910年8月13日）是一名英國貴族以及自由黨政治人物，第四代伯爵腓特烈·史賓賽的長子。曾擔任愛爾蘭總督、樞密院議長等職務。